# 1992 (альбом)
1992 — дев'ятий студійний альбом американського репера The Game, випущений 14 жовтня 2016 року Blood Money Entertainment і eOne Music. Альбом дві гостьові участі R&B-співаків Jeremih та Джейсона Деруло, а також виступи Osbe Chill, Lorine Chia та Sonyae Elise без титрів.

## Передісторія
Через два місяці після випуску свого попереднього подвійного альбому The Documentary 2 і The Documentary 2.5 відповідно, The Game оголосив в Instagram про свій наступний проект під назвою «1992». Не кажучи багато про альбом, він зазначив, що в альбомі не буде гостей, а виконавчим продюсером проекту буде нігерійський продюсер і постійний співавтор Бонго. Обкладинку альбому розробив Джо Кул, відомий художник, найвідоміший за дизайн обкладинки знаменитого альбому Snoop Dogg Doggystyle разом із Джастіном Роучем.
20 червня 2016 року вийшов головний сингл «All Eyez», спродюсований Скоттом Сторчем за участю Jeremih.  Пісня була надіслана на ритмічне сучасне радіо 12 липня 2016 року і з того часу досягла 79 позиції в чарті Billboard Hot 100. Музичне відео було знято в Малібу режисером Бенні Бумом. У відео знімається сам Гейм, модель Кріша Тернер, а також Джеремі та Скотт Сторч. Прем’єра відбулася 16 серпня 2016 року на Vevo.
1992 дебютував під номером 4 в Billboard 200 з 32 000 проданими копіями за перший тиждень і отримав загалом позитивні відгуки більшості музичних критиків

## Список пісень
| #     | Назва                                        | Автор                                                  | Продюсер(и)                       | Тривалість |
| ----- | -------------------------------------------- | ------------------------------------------------------ | --------------------------------- | ---------- |
| 1.    | «Savage Lifestyle»                           | Jayceon Taylor Cory "LoKey" Martin Invincible          | The Chemists Create               | 4:51       |
| 2.    | «True Colors / It's On»                      | Taylor Ebong                                           | Bongo                             | 5:34       |
| 3.    | «Bompton»                                    | Taylor Earl Johnson II                                 | JP Did This 1                     | 3:08       |
| 4.    | «Fuck Orange Juice»                          | Taylor Terrace Martin                                  | Terrace Martin The Game           | 1:43       |
| 5.    | «The Juice»                                  | Taylor Lorine Bihchia Martin Watson Jonathan Robinson  | The Chemists Create Drumz & Rosez | 3:47       |
| 6.    | «Young Niggas»                               | Taylor Sonyae Elise Martin Invincible                  | The Chemists Create               | 4:08       |
| 7.    | «The Soundtrack»                             | Taylor Kenneth Joseph Williams Robert Rihmeek          | WLPWR                             | 4:14       |
| 8.    | «I Grew Up on Wu-Tang»                       | Taylor Ebong                                           | Bongo                             | 2:55       |
| 9.    | «However Do You Want It»                     | Taylor Ebong                                           | Bongo                             | 4:52       |
| 10.   | «Baby You» (за участю Джейсона Деруло)       | Taylor Jason Desrouleaux Marcello Valenzano Andre Lyon | Cool & Dre                        | 5:04       |
| 11.   | «What Your Life Like»                        | Taylor Darius Barnes                                   | Phonix                            | 3:24       |
| 12.   | «92 Bars»                                    | Taylor Tyler Coomes A.Chenevert                        |                                   | 5:58       |
| 13.   | «All Eyez» (за участю Jeremih) (Bonus track) | Taylor Valenzano Lyon Jeremih Felton Scott Storch      | Scott Storch                      | 3:35       |
| 53:13 |                                              |                                                        |                                   |            |

## Чарти
| Чарт (2016)                                  | Найвища позиція |
| -------------------------------------------- | --------------- |
| Австралія Australian Albums (ARIA)           | 19              |
| Бельгія Belgian Albums (Ultratop Flanders)   | 83              |
| Бельгія Belgian Albums (Ultratop Wallonia)   | 164             |
| Канада Canadian Albums (Billboard)           | 14              |
| Нідерланди Dutch Albums (MegaCharts)         | 99              |
| Німеччина German Albums (Offizielle Top 100) | 91              |
| Ірландія Irish Albums (IRMA)                 | 33              |
| New Zealand Heatseeker Albums (RMNZ)         | 2               |
| Шотландія Scottish Albums (OCC)              | 43              |
| Швейцарія Swiss Albums (Schweizer Hitparade) | 45              |
| Велика Британія UK Albums (OCC)              | 38              |
| Велика Британія UK R&B Albums (OCC)          | 1               |
| США Billboard 200                            | 4               |
| США Independent Albums (Billboard)           | 1               |
| США Top Rap Albums (Billboard)               | 1               |
| США Top R&B/Hip-Hop Albums (Billboard)       | 1               |